# Стефан I (Бавария)
Вижте пояснителната страница за други личности с името Стефан.
Стефан I (на немски: Stephan I.; * 14 март 1271, Ландсхут; † 10 декември 1310, Ландсхут) е от 1290 до 1310 г. херцог на Херцогство Долна Бавария.

## Произход и управление
Той е най-малкото дете на Хайнрих XIII от Долна Бавария и на Елизабет Унгарска. Чрез унгарската си майка получава името Стефан, което преди това не се среща във фамилията Вителсбахи.
През 1290 г. Стефан е предложен за архиепископ в Залцбург. Папа Николай IV избира обаче Конрад IV от Фонсдорф-Прайтенфурт за владика.
През лятото на 1294 г. Стефан управлява с по-големите си братя Ото III и Лудвиг III († 1296) Долна Бавария, където е владетел до смъртта си. Стефан е противник на Хабсбургите и умира през 1310 г. по време на война против Фридрих Красивия от Австрия. Той е погребан в манастира Зелигентал при Ландсхут.

## Фамилия
Стефан е женен от 1297 за Юта (Юдит) от Швайдниц (* 1285/87; † 15 септември 1320), дъщеря на херцог Болко I от Швидница (Швайдниц). Баща е на:
- Агнес от Долна Бавария (* 1301; † 7 декември 1316), калугерка в Зелигентал
- Беатриса от Долна Бавария (* 1302; † 29 април 1360) ∞ 1321 Хайнрих III, граф на Гьорц
- Хайнрих XIV, херцог на Долна Бавария (* 29 септември 1305; † 1 септември 1339) ∞ 1328 Маргарита Люксембургска, принцеса от Люксембург (* 1313; † 1341), дъщеря на крал Ян Люксембургски
- Елизабета от Долна Бавария (* 1306; † 25 март 1330) ∞ 1325 Ото IV, херцог на Австрия (* 1301; † 1339)
- Ото IV, херцог на Долна Бавария (* 3 януари 1307; † 14 декември 1334) ∞ 1324 Рихарда от Юлих (* 1314; † 1360)